# Тили Флајшер
Отили „Тили“ Флајшер (Франкфурт на Мајни, 29. јануар 1908 — Лар 14. јули 2005) је бивша свестрана немачка атлетичарка, рукометашица, тенисерка, олимпијска победница у бацању копља 1936. у Берлину.

## Биографија
Тили Флајшер је била кћерка месара. Са десет година почела се бавити спортом, као чланица Спортског друштва Анјтрахт из Франкфурта. Играла је тенис и била успешна на старту своје спортске каријере јер је као десетогодишљак постала првак Франкфурта. Тенис је заменила са атлетика. Бацала је диск, а најбоља је била у бацању копља. У тој дисциплини је два пута на олимпијским играма, 1932. у Лос Анђелесу и 1936. у Берлину освајала медаље (бронзу 1932. и злато 1936.) После Олимпијских игара 1936. завршила своју атлетску каријеру, али је остала у спорту играјући рукомет и са својим клубом РК Ајнтрахт Франкфурт је освојила првенство државе 1943. После Другог светског рата била је власник две продавнице кожне робе, у Лару и Келу. 
Имала је две кћерке из првог брака. После победе на олимпијским играма 1936. је имала осмомесечну аферу са Адолфом Хитлером. Сумњало се да је њено прво дете из те афере. Сумње су потврђене када је 1966. њена кћерка Гизела Хојзер, на основу признања мајке, објавила књигу Мој отац Адолф Хитлер

## Значајнији резултати
Летње олимпијске игре
- 1932.

Бацање копља — 43,01 м, бронзана медаља
Бацање диска — 26,12 м , четврто место
Штафета 4 х 100 м — 50,0 сек, шесто место
- 1936.

Бацање копља — 45,18 м, златна медаља и олимпијски рекорд (ОР је обарила и у другом хитцу (44,69))